# Vermogensdichtheid
Vermogensdichtheid is een maat voor de effectiviteit van accu's en batterijen en wordt weergegeven in watt per kilogram (W/kg). Hoe hoger dit getal, hoe effectiever de accu of batterij zal zijn en hoe minder een accu met hetzelfde vermogen weegt. Met name voor elektrische voertuigen speelt dit getal een belangrijke rol, daar het gewicht van deze voertuigen voor een belangrijk deel wordt bepaald door de meegevoerde accu's.
Bij andere energiebronnen, omvormers of brandstofcellen wordt eveneens de volumetrische vermogensdichtheid gebruikt met als eenheid W/m3.
In mobiele netwerken of in elektromagnetische velden in het algemeen wordt de sterkte van het signaal bepaald als W/m2; dit is het product van de elektrische (V/m) en de magnetische veldsterkte (A/m).
| Vermogen                | Omschrijving                                              | Waarde (W/m2) |
| ----------------------- | --------------------------------------------------------- | ------------- |
| Zonneconstante          | Vermogen van de zonnestraling aan de top van de atmosfeer | 1367          |
| Zonne-energieadsorptie  | Ter hoogte van het aardoppervlak                          | 166           |
| Mobiele netwerkstraling | Op basis van de 3 V/m stralingsnorm                       | 0,024         |